# Kdousov
Kdousov település Csehországban, a Třebíči járásban. Kdousov Mladoňovice, Slavíkovice, Kostníky és Hornice településekkel határos. Lakosainak száma 118 fő (2024. január 1.).

## Népesség
A település lakosságának változását az alábbi diagram mutatja:
| Lakosok száma | 237  | 259  | 251  | 224  | 144  | 116  | 110  | 117  | 120  | 118  |
|               | 1869 | 1900 | 1921 | 1961 | 1980 | 2011 | 2016 | 2019 | 2021 | 2024 |